# Pardosa vittata
Pardosa vittata là một loài nhện trong họ Lycosidae.
Loài này thuộc chi Pardosa. Pardosa vittata được Eugen von Keyserling miêu tả năm 1863.